# Piaggio P.6
Piaggio P.6 — італійський гідролітак-розвідник 30-х років XX століття.

## Історія створення
У 1923 році ВМС Італії оголосили конкурс на створення гідролітака-розвідника для військових кораблів. У конкурсі взяли участь компанії Piaggio Aerospace, Cantiere Navale Triestino та Aermacchi.
Конструктор фірми «Piaggio» Джованні Пенья (італ. Giovanni Pegna) створив 2 варіанти літака: літаючий човен P.6bis з 6-циліндровим двигуном «Isotta Fraschini» потужністю 260 к.с. та гідролітак P.6 з одним центральним та двома стабілізуючими поплавками, оснащений двигуном «Fiat А.20» потужністю 380 к.с.
Після випробувань флот замовив варіант літака з центральним поплавком. У 1928 році був збудований прототип P.6ter з форсованим двигуном потужністю 410 к.с. Цей модифікований варіант був вибраний флотом для оснащення кораблів.

## Історія служби
Італійський флот замовив 15 літаків «P.6», які розміщувались на важких крейсерах типу «Тренто», «Зара» та на крейсері «Больцано».